# Игра слов (Сумеречная зона)
«Игра слов» (англ. Wordplay) — это первый сегмент второй серии первого сезона первого возрождения американского телесериала «Сумеречная зона».

## Сюжет
Однажды утром сотрудник медицинской фирмы Билл Лаури, просматривая каталог во время бритья, видит совершенно непонятные ему слова. Сначала он решает, что это просто новые наименования товаров, и после завтрака и утреннего кофе отправляется на работу. Однако во время телефонного разговора в офисе он замечает, что его собеседник употребил непривычное слово. Подобная ситуация повторяется и тогда, когда он разговаривает со своими коллегами. Немного дезориентированный, он возвращается домой и слышит, что его жена также начала употреблять обычные слова, что есть в английском языке, в совсем другом значении — ланч она называет «пастбищем», так же как один из его коллег перед этим, что ещё больше дезориентировало и потрясло Билла. Придя в следующий раз на работу, он замечает, что единичные случаи необычного употребления и искажения слов приобрели массовый характер — таким образом английский трансформировался в новый, совсем другой язык. Билл почти перестаёт понимать свою жену и коллег, а они — его, поскольку он, в отличие от них, продолжает употреблять слова в обычном их значении.
Между тем больному сыну Билла становится всё хуже. После возвращения с работы Билла жена просит его «спуститься вверх» до сына. Всё ещё шокированный искажённым языком, что звучит от неё и отовсюду, он быстро заходит в комнату мальчика, после чего вместе с ним и женой отправляется в больницу. Приехав в медицинское учреждение, он умоляет врача помочь, но тщетно — она так же уже не понимает обычного английского языка. Тогда в дело вмешивается жена Билла, после чего врачи начинают осмотр мальчика. После осмотра к родителям мальчика подходит врач и говорит, что всё в порядке. В конце эпизода Билл, поужинав с женой, поздно вечером садится на пустой диван и начинает просматривать детскую книжку своего сына, которая написана на том же самом новом искажённом языке.

## Эпилог
Ему уже было неважно, почему вдруг мир так переменился, ведь и в лучшие времена мы не всё понимаем в жизни. И пускай Билл не похож на других, ведь он один из нас. Человек, который хочет остаться человеком в мире, каким он был, в мире, какой он есть, в мире, каким он будет… в Сумеречной зоне.
Оригинальный текст (англ.)A question trembles in the silence: Why did this remarkable thing happen to this perfectly ordinary man? It may not matter why the world shifted so drastically for him. Existence is slippery at the best of times. What does matter is that Bill Lowery isn’t ordinary. He’s one of us. A man determined to prevail in the world that was, and the world that is, or the world that will be… in the Twilight Zone.

## В ролях
| Актёр                | Роль                 |
| -------------------- | -------------------- |
| Роберт Клейн         | Билл Лаури           |
| Энни Поттс           | Кэти Лаури           |
| Роберт Дауни старший | мистер Миллер        |
| Адам Рэйбер          | Донни Лаури          |
| Бернард Беренс       | старший продавец     |
| Энн Бетанкур         | медсестра            |
| Уиллард Е. Паг       | человек у лифта      |
| Хелен Удай           | женщина              |
| Мими Крэйвен         | женщина на ресепшене |
| Брайния Макгрэйди    | секретарша           |
| Александра Морган    | первая медсестра     |
| Ли Арноун            | вторая медсестра     |
| Рэй Бирк             | человек с бородой    |
| Джозеф Випп          | Даг Сивер            |
| Дуайер Браун         | Робби                |

## Интересные факты
- Эта серия не имеет пролога.